# ارزن مرواریدی
ارزن مرواریدی (نام علمی: Pennisetum glaucum) نام یک گونه از سرده ریش‌پری است.